# (8380) Tooting
(8380) Tooting est un astéroïde de la ceinture principale.

## Description
(8380) Tooting est un astéroïde de la ceinture principale. Il fut découvert le 29 septembre 1992 à l'observatoire Palomar par Henry E. Holt. Il présente une orbite caractérisée par un demi-grand axe de 2,75 UA, une excentricité de 0,16 et une inclinaison de 14,0° par rapport à l'écliptique.

## Compléments